# Cloyes-sur-Marne
Cloyes-sur-Marne ist eine französische Gemeinde im Département Marne in der Region Grand Est. Sie hat eine Fläche von 6,23 km² und 124 Einwohner (2022). 

## Geografie
Die Gemeinde Cloyes-sur-Marne liegt an der oberen Marne, die hier in einem vier Kilometer breiten Tal mäandriert, etwa acht Kilometer südwestlich von Vitry-le-François. Sie wird umgeben von den Nachbargemeinden Matignicourt-Goncourt im Nordosten, Moncetz-l’Abbaye im Südosten, Arzillières-Neuville sowie Norrois im Nordwesten.

## Weblinks

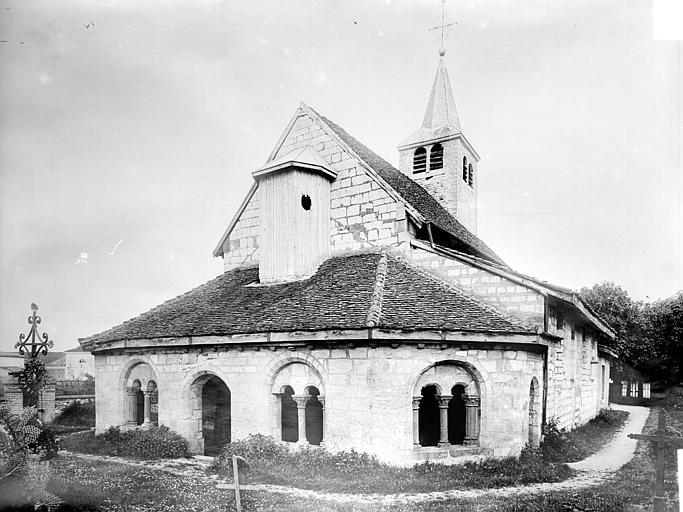
Kirche St-Louvent

## Bevölkerungsentwicklung
| Jahr                       | 1962 | 1968 | 1975 | 1982 | 1990 | 1999 | 2007 | 2018 |
| -------------------------- | ---- | ---- | ---- | ---- | ---- | ---- | ---- | ---- |
| Einwohner                  | 132  | 145  | 139  | 130  | 132  | 115  | 111  | 127  |
| Quellen: Cassini und INSEE |      |      |      |      |      |      |      |      |